# Sabulodes laticlavia
Sabulodes laticlavia là một loài bướm đêm trong họ Geometridae.